# مانفريد ماغنوس
مانفريد ماغنوس (بالألمانية: Manfred Magnus)‏ هو متسابق دراجات نارية نمساوي، ولد في 4 أكتوبر 1939 في سالزبورغ في النمسا.